# Wally Moes

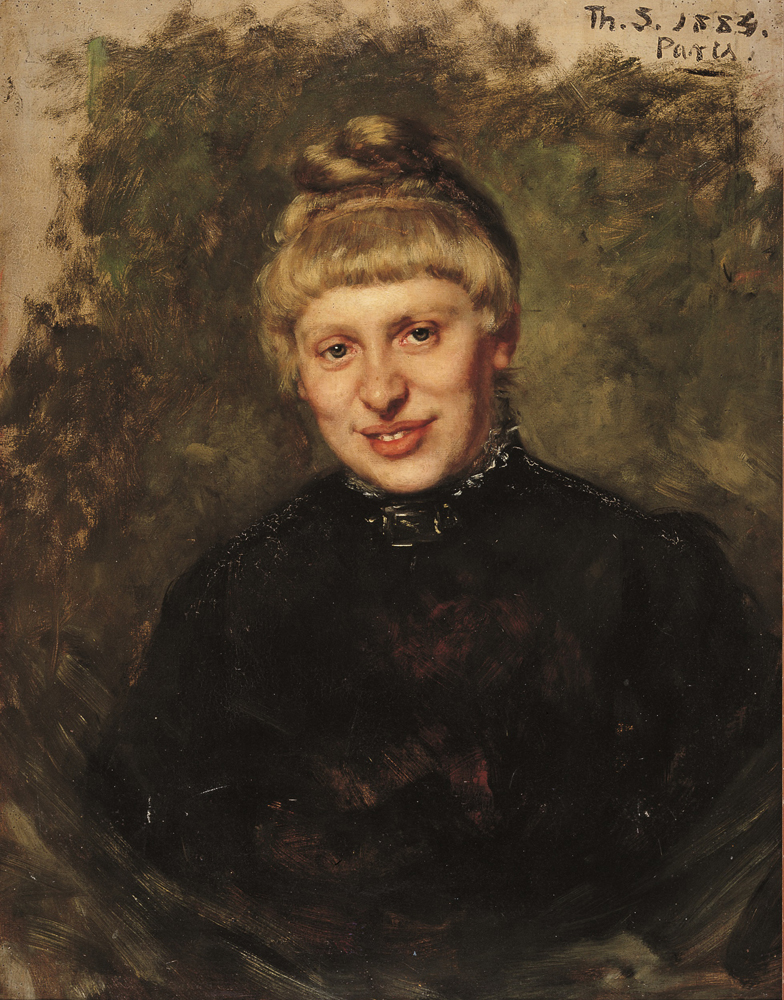
Wally Moes, 1884 gemalt von Thérèse Schwartze

Wilhelmina Walburga „Wally“ Moes (* 16. November 1856 in Amsterdam; † 16. November 1918 in Laren, Provinz Noord-Holland) war eine niederländische Malerin, Grafikerin und Schriftstellerin.

## Leben
Wally Moes studierte Malerei in den Jahren 1876 bis 1878 und 1880 bis 1884 in der Damenklasse der Rijksakademie van beeldende kunsten in Amsterdam, unter anderem bei August Allebé. 1878 unterzeichnete sie einen Protestbrief gegen die Unterrichtsmethoden des Akademiedirektors Bastiaan de Poorter. 1879 weilte sie in Montreux und Antwerpen. Auch nahm sie Unterricht bei dem Landschaftsmaler Richard Burnier in Düsseldorf. 1880 lernte sie die Porträtmalerin Thérèse Schwartze kennen. Sie spezialisierte sich auf Genreszenen und Interieurs. 1880 kehrte sie an die Amsterdamer Akademie zurück, nachdem ihr Lehrer Allebé dort das Direktorat übernommen hatte. Von Januar bis Mai 1882 ließ sie sich in München bei dem Genremaler Max Thedy unterweisen. Mit Schwartze, die ihre Freundin geworden war, teilte sie von Januar bis Mai 1884 bei einem Aufenthalt in Paris ein Atelier. In dieser Zeit zeigte sie ein Gemälde auf dem Salon de Paris.
Danach richtete sie ein Atelier in der Wohnung ihrer Mutter in Amsterdam ein. Von dort aus gelang es ihr, sich erfolgreich als Malerin zu profilieren. Sie wurde Mitglied der Künstlervereinigung Arti et Amicitiae. 1884 errang sie mit dem Bild Spielende Kinder den Willink van Collenprijs. Die Kritik lobte ihre Werke. Die Sammlung Boijmans Van Beuningen erwarb eines ihrer Gemälde. 1893 beteiligte sie sich an der World’s Columbian Exposition.

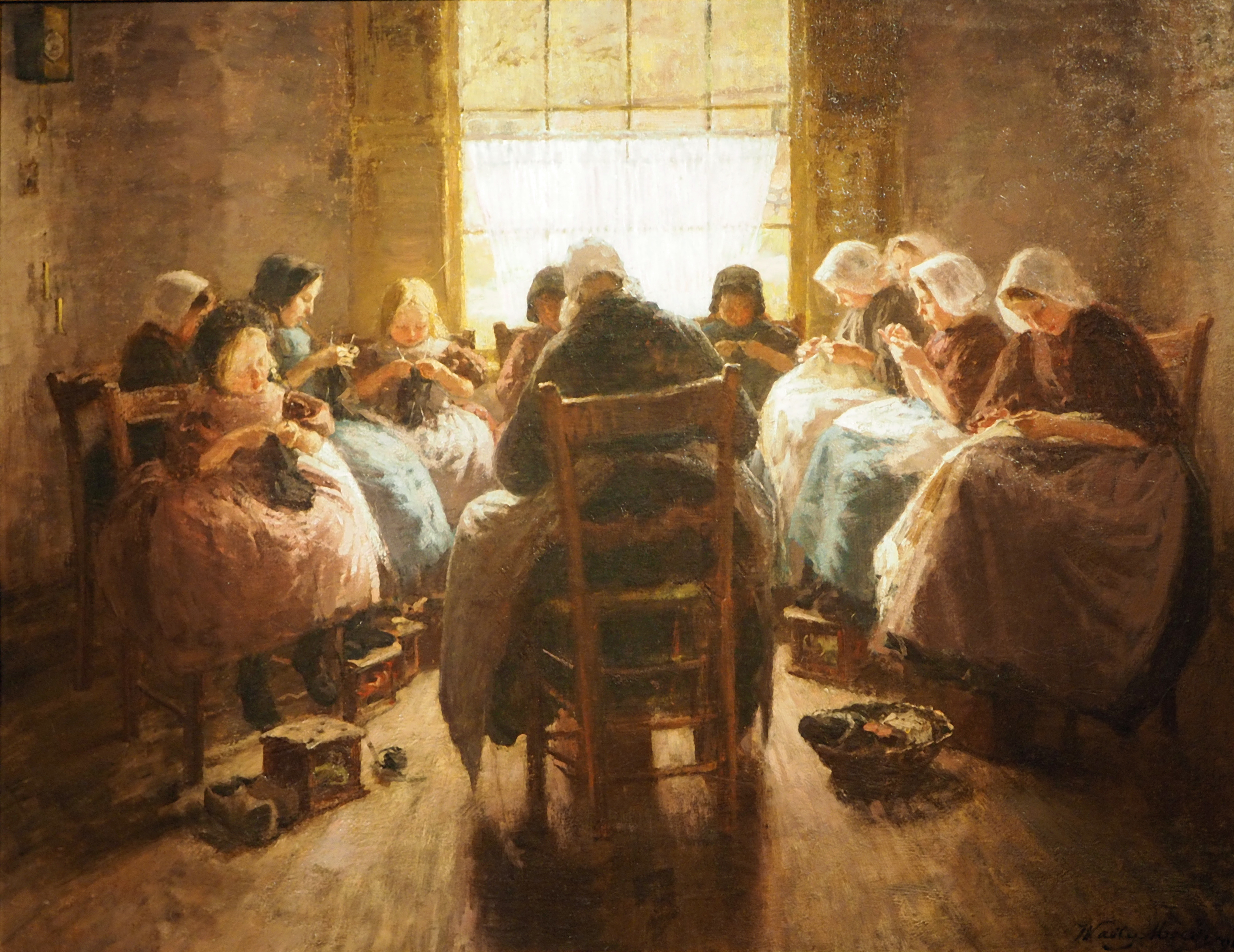
Nähschule in Huizen, 1891

Mit der Malerin und Dichterin Etha Fles, einer Kommilitonin der Rijksakademie, reiste sie im Sommer 1884 erstmals in die impressionistisch geprägte Künstlerkolonie Laren, die später ihr Lebensmittelpunkt wurde. Dort begegneten ihnen Anton Mauve, Max Liebermann und Jan Veth, mit dem sie sich enger befreundete. 1885 trat sie dem Nederlandse Etsclub bei, für dessen Jahresmappen sie ab 1886 einige Radierungen schuf. Mit Etha Fles mietete sie 1885/1886 eine Villa in Laren. In den Jahren 1886 bis 1898 lebte sie vorwiegend in Amsterdam, bevor sie sich 1898 endgültig in Laren niederließ. Im Milieu der Larener Schule beteiligte sie sich regelmäßig an Ausstellungen und engagierte sich neben ihrer Kunst auch sozial. Um 1900 erkrankt sie an rheumatoider Arthritis, die ihre Arbeitsfähigkeit als Malerin zunehmend einschränkte und schließlich beendete. 1909 musste sie in ein speziell umgebautes Haus umziehen, wo sie sich der Schriftstellerei widmete. Wie ihre Malerei zeigen ihre Erzählungen ein zwar naturalistisch aufgefasstes, jedoch teils verklärendes Bild vom Leben auf dem Lande. Ihre Dorfgeschichten, die sie anfangs in Zeitschriften publizierte, fanden Anklang bei Publikum und Kritik.
Moes’ malerisches und grafisches Œuvre umfasst neben Porträtgemälden und -zeichnungen hauptsächlich genrehafte Darstellungen des alltäglichen Lebens. Ihre Sujets waren intime Augenblicke zwischen Mutter und Kind, Menschen im Gebet und bei der Arbeit, Säuglinge in der Wiege, spielende Kinder, Schulunterricht, handarbeitende Mädchen und die Lebensbedingungen der Bedürftigen und Armen. Bereits die zeitgenössische Kritik deutete ihre impressionistische Manier und die aufgehellte Farbpalette als Verklärung des einfachen Lebens auf dem Lande. Ihre Briefwechsel (unter anderem mit dem Schriftsteller Frans Coenen, 1909–1912) oder ihre während des Ersten Weltkriegs verfasste Autobiografie, die 1961 veröffentlicht wurde, stellen wichtige Quellen zum Kunstleben ihrer Zeit dar.